# Антоновка (Донецкая область)
Анто́новка (укр. Антонівка) — село на Украине, находится в Покровском районе Донецкой области.
Код КОАТУУ — 1423383502. Население по переписи 2001 года составляет 487 человек. В начале 2024 года население села было эвакуировано. Почтовый индекс — 85681. Телефонный код — 6278.

## Археологическая культура
Около села обнаружены две стоянки Антоновка I, Антоновка II мустьерской эпохи раннего палеолита в Донбассе, давшие название антоновской археологической культуре. Культура датируется концом Рисского оледенения — началом Вюрмского оледенения есть около 100—40 тысяч лет назад.
Стоянки исследовались в 1962—1965 годах украинским археологом В. Н. Гладилиным. Антоновские стоянки размещались на 3-й и 2-й террасах реки Сухие Ялы. На стоянке Антоновка II найдены кости зубра и лошади четвертичного периода, на которых охотились первобытные жители края.
Орудия труда изготовлены из местного кремня. Инвентарь типично мустьерский: нуклеусы радиальные и протопризматические, сколы из них (отщепы и пластины), многочисленные орудия: ножи, скребки, листовидные наконечники копий, зубчатые изделия (пилы), скобели, единичные остроконечники. Выделяется серия ножей и скребков специфических форм (арочные, сегментоподобные), присущих только этой культуре.

## Известные люди
В Антоновке родились:
- Ярошенко, Иосиф Демидович (1874—????) — советский колхозник, звеньевой колхоза «Червоный прапор» Марьинского района Сталинской области, Герой Социалистического Труда.

## Адрес местного совета
85652, Донецкая область, Марьинский р-н, с. Катериновка, ул. Садова, 5[обновить данные]